# Fijación Oral vol. 1
Fijación Oral vol.1 je album kolumbijské zpěvačky Shakiry z roku 2005.

## O albu
Fijación Oral vol. 1 přináší deset nových španělských skladeb, autorka je vybírala ze šedesáti nových, které v posledních letech napsala. Album je rozděleno na Fijación Oral vol. 1 (španělské) a Oral Fixation, Vol. 2 (anglické).
Fijación Oral, Vol. 1 je latin pop album. Třetí skladba "La Tortura" představuje jako hosta španělského zpěváka Alejandra Sanze, píseň má prvky kolumbijské lidové hudby, dancehall a elektroniky.

## Singly
Jako první singl ze španělského alba byl zvolen duet se španělským zpěvákem Alejandrem Sanzem „La Tortura“ (česky muka). Videoklip režíroval Michael Haussman, který se podílel například na klipech pro Kanye Westa, Erica Claptona či Madonnu.
Druhým singlem se stala balada „No“. Hudbu napsala zpěvačka se svým dlouholetým spoluautorem a spoluproducentem Lesterem Mendézem, text je tradičně její prací. Hostem zde je Gustavo Cerati, bývalý člen argentinských Soda Stereo, který si zahrál na kytaru, zazpíval v doprovodných vokálech a společně se Shakirou a Lesterem skladbu produkoval. Video se natáčelo v létě roku 2005, ve starém barcelonském přístavu, pod dohledem režiséra Jaumeho de Laiguana, jenž už natočil několik klipů pro Alejandra Sanze, který si mimo jiné s Shakirou zazpíval v jejím letošním prvním singlu „La Tortura“. Dia De Enero je třetí singl, v překladu znamená „Lednový den“.

## Seznam písní
1. En Tus Pupilas
2. La Pared
3. La Tortura
4. Obtener Un Sí
5. Dia Especial
6. Escondite Ingles
7. No
8. Las de la Intuición
9. Dia de Enero
10. Lo imprescindible
11. La Pared (Acústico)
12. La Tortura (Shakiton-Remix)

## Umístění ve světě
| Rok  | Hitparáda                            | Umístění/Ocenění  | Prodej  |
| ---- | ------------------------------------ | ----------------- | ------- |
| 2005 | USA Billboard 200                    | #4 (Platinum)     | 930,000 |
| 2005 | USA Billboard Top Internet Alba      | #1                |         |
| 2005 | USA Billboard Top Latin Alba         | #1                |         |
| 2005 | USA Billboard Top R&B/Hip Hop Albums | #68               |         |
| 2005 | Kanada                               | #26 (Gold)        | 50,000  |
| 2005 | Rakousko                             | #2 (Gold)         | 35,000  |
| 2005 | Nizozemsko                           | #8 (Platinum)     | 80,000  |
| 2005 | Španělsko                            | #1 (3x Platinum)  | 250,000 |
| 2005 | Itálie                               | #18 (Gold)        | 70,000  |
| 2005 | Německo                              | #1 (Platinum)     | 230,000 |
| 2005 | Francie                              | #6 (Gold)         | 130,000 |
| 2005 | Finsko                               | #3                |         |
| 2005 | Maďarsko                             | #6 (Gold)         | 10,000  |
| 2005 | Švédsko                              | #14               |         |
| 2005 | Švýcarsko                            | #2 (Platinum)     | 40,000  |
| 2005 | Mexiko                               | #1 (4x Platinum)  | 400,000 |
| 2005 | Argentina                            | #1 (4x Platinum)  | 200,000 |
| 2005 | Chile                                | #1 (4x Platinum)  | 40,000  |
| 2005 | Kolumbie                             | #1 (11x Platinum) | 220,000 |